# (2207) Antenor
(2207) Antenor (1977 QH1) – planetoida z grupy trojańczyków okrążająca Słońce w ciągu 11,62 lat w średniej odległości 5,13 au. Odkryta 19 sierpnia 1977 roku.